# Chimbarongo
Chimbarongo ist eine Stadt und Gemeinde in der Provinz Colchagua in der Región del Libertador General Bernardo O’Higgins in Chile. Bei der Volkszählung im Jahr 2017 hatte sie 35.399 Einwohner. Die Gemeinde erstreckt sich über eine Fläche von 497,9 km².
Chimbarongo wurde am 31. März 1871 von Tomás Marín González de Poveda gegründet.

## Bevölkerung
Laut der Volkszählung des Nationalen Statistikinstituts von 2002 hatte Chimbarongo 32.316 Einwohner (16.612 Männer und 15.704 Frauen). Von diesen lebten 16.889 (52,3 %) in städtischen Gebieten und 15.427 (47,7 %) in ländlichen Gebieten. Die Bevölkerung wuchs zwischen den Volkszählungen von 1992 und 2002 um 5,4 % (1651 Personen). Im Jahr 2017 zählte man 35.399 Personen.